# Christopher Lutz
Christopher Lutz (nascut el 24 de febrer de 1971 a Neukirchen-Vluyn), és un jugador d'escacs alemany, que té el títol de Gran Mestre des de 1992.
A la llista d'Elo de la FIDE del juliol de 2022, hi tenia un Elo de 2532 punts, cosa que en feia el jugador número 24 (en actiu) d'Alemanya. El seu màxim Elo va ser de 2655 punts, a la llista de juliol de 2002 (posició 33 al rànquing mundial).

## Biografia i resultats destacats en competició
Lutz ha estat Campió d'Alemanya en dues ocasions, els anys 1995 i 2001.
El 1997, empatà als llocs 1r–5è amb Jaan Ehlvest, Zurab Sturua, Gyula Sax i Aleksandr Dèltxev al fort obert de Pula.

### Participació en competicions per equips
Fou membre dels equips alemanys que varen obtenir dues medalles de bronze a les edicions del Campionat d'Europa per equips de 1999, a Batumi, i 2001, a León.
El 2000 fou membre de l'equip alemany que va guanyar la medalla d'argent a la XXXIV Olimpíada d'escacs a Istanbul.

### Escacs per ordinador
Des de començaments de 2006, Lutz ha estat treballant com a assessor del projecte d'escacs Hydra, que ha desenvolupat un dels millors programes d'escacs del món. Lutz s'ha dedicat, en concret, a desenvolupar el llibre d'obertures d'Hydra, així com a desenvolupar posicions de test.

## Obres
- Endgame Secrets: How to plan in the endgame in chess, Christopher Lutz, 1999, Batsford. ISBN 978-0-7134-8165-5.